# Dolores Gassós
Dolores Gassós Laviña (Barbastro, 1952) es una escritora y traductora española.

## Biografía
Hija primogénita del matrimonio formado por Cristino Gassós Mur y Dolores Laviña Betés, pasó su infancia en Ariéstolas, una pequeña aldea de la provincia de Huesca, propiedad de sus padres y de la familia Espluga, donde aprendió a amar la naturaleza y la libertad.
En 1976 se licenció en Historia y Geografía por la Universidad de Navarra.
Durante la década de 1970 se estableció en Barcelona, con el propósito de trabajar en el mundo editorial. En Plaza y Janés Editores formó parte del equipo que elaboró la versión española de la enciclopedia Lexikotek, publicada previamente en alemán por la editorial Bertelsmann.
En 1995 participó en la colección de grandes biografías de la Editorial Rueda con el volumen dedicado a John Fitzgerald Kennedy.
De 2002 a 2005 publicó en Random House Mondadori la colección Conocer España por sus Museos, Conocer España por sus castillos, Conocer España por sus catedrales, Conocer España por sus monasterios.
En 2004 elaboró los cuatro títulos dedicados a India, China, Mayas y Vikingos de la colección de grandes civilizaciones explicadas a los niños de Parramón Ediciones. También en Parramón publicó en 2005 El atlas básico de exploraciones y descubrimientos, un breve recorrido por los avances tecnológicos y científicos de la humanidad desde los inicios de la historia, que incluye también los grandes descubrimientos geográficos.
Entre otros títulos, es autora de varias guías turísticas de España y sus comunidades autónomas.
Su primera novela, El año en que fui un personaje de ficción, apareció en 2013 en Ushuaia Ediciones. Es la primera entrega de la trilogía de Laura Samitier, a la que también pertenece El año en que viví peligrosamente, publicada en 2016.
Su obra literaria gira en torno a los sentimientos del alma femenina y a las dificultades de la mujer, incluso en el mundo actual, para poder vivir su propia vida con independencia, sin sometimiento al marido o a la familia.
Como traductora, firma la versión española de Florencia, arte y arquitectura (Editorial Könemann, 2005) y Constantinopla. La herencia histórica de Estambul (Editorial Ullmann & Könemann, 2007).